# 決鬥疤

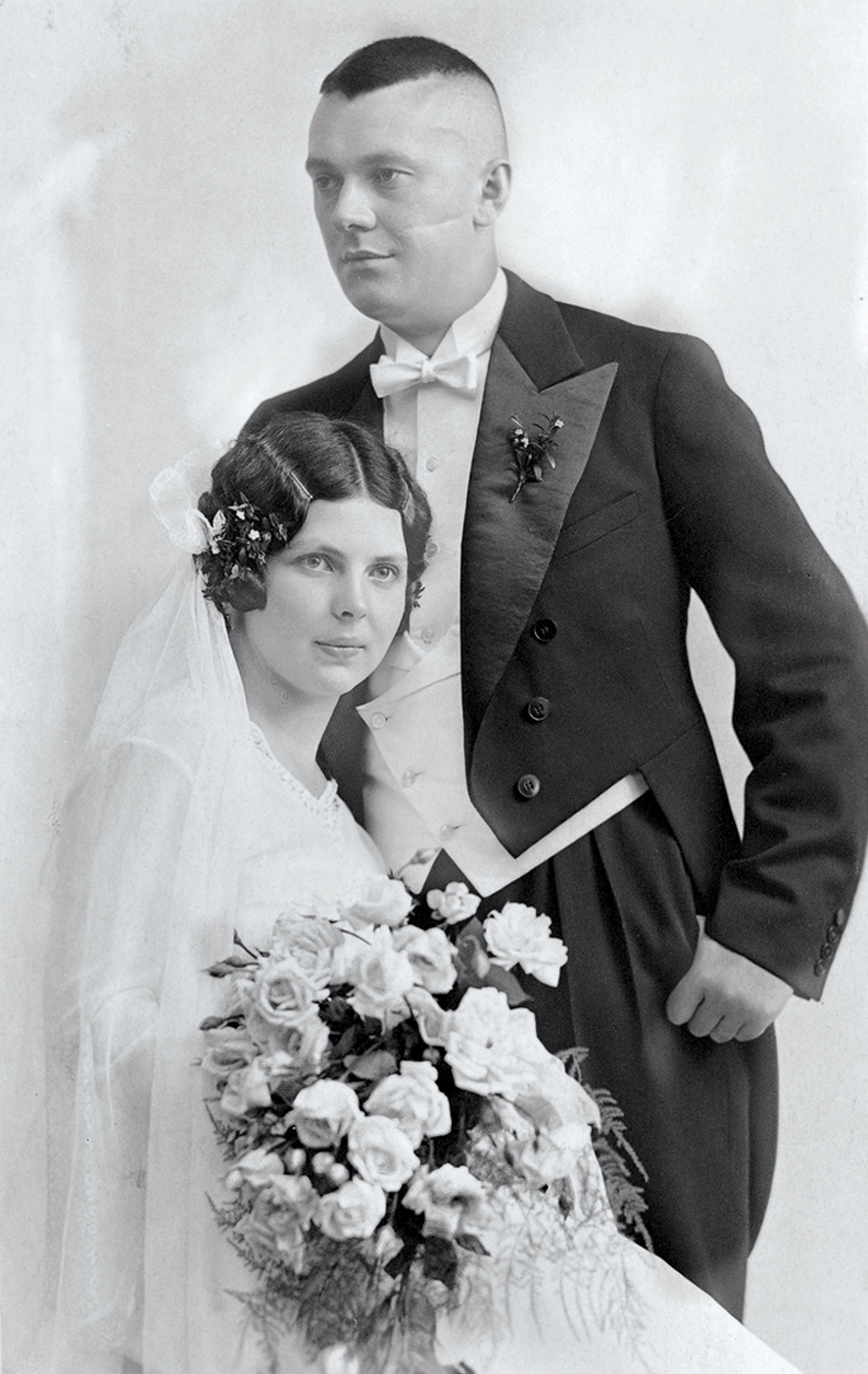
Aenne Burda & Franz Burda的結婚照，攝於1931年7月9日，男子臉上有決鬥疤

决斗疤（德语：Schmisse）是指決鬥後留下的疤痕，其作为一种“荣誉象征”的历史最早可追溯到1825年。其名称还包括“Mensur scars”、“吹牛用的伤疤”（the Bragging scar）、“smite”、“Schmitte”以及“Renommierschmiss”。20世纪初期，由于学院击剑的流行，在奥地利和德国的上層階級中决斗疤很常见。当时的大学生将击剑留下的伤疤视作自己阶级和荣耀的标志。德国及奥地利大學的决斗社团的盛行其实也属于欧洲社会文化中人体痕刻的一个早期范例。当时的德國聯邦國防軍中也存在有击剑决斗的传统，与之相关的决斗疤自然也会出现
19世纪末，来到德国的美国游客在看到德国大学生脸上的伤疤后感到非常震惊，这些学生来自海德堡大学、波恩大学以及耶拿大学等德国主要高等学府，有着自己的学生组织（Studentcorps），他们脸上的伤疤有新的，也有老的，还有些连绷带还没拆。
当时的学院击剑（academic fencing）与现代击剑存在很大差异。学院击剑使用的是经过特别研发的剑，名为Mensurschlage（也简称为Schlager，即英文Hitter），这种剑有两个版本，最常见的版本是Korbschlager，有着像篮子一样的护手。在德国东部的一些大学里，还有一种版本名为Glockenschlager，护手是铃铛状的。学生之间的一对一决斗也叫“Mensuren”，在某种意义上讲已经变成了一种仪式化行为。有时，大学决斗者也会穿戴防护性装备，比如在胳膊上佩戴防护垫以及佩戴护眼装具。
决斗疤主要流行于德国和奥地利，也曾出现于中欧国家，还曾在很短一段时间里出现于如牛津大学等精英大学中。德国军事法律直到一战前都允许军人进行荣誉性决斗，1933年，纳粹政府也再一次宣布军队决斗合法。
在决斗中，最理想的状况就是能够忍受并禁受住对方的击打，展现自己的勇气，而不是给对方留下伤疤。事实上，决斗双方中，能带着明显的伤疤昂首结束决斗的一方才会被人视作胜利者。当然，在决斗中展现自己的决斗技艺也是很重要的，但同时也应表现出自己有能力接受对方的击打。

## 社会意义

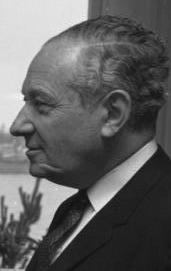
Curt Silberman 的下巴有一個決鬥疤，攝於1967年

显然，决斗疤只能在这个特定的精英阶层社交圈中获得，而且也与社会地位以及受教育经历相关，因此决斗疤不仅展现了一个人的勇气，同时也体现出这个人是个“能成为好丈夫的料”。决斗疤虽然很明显，但绝不会严重到致人毁容或失去面部特征的地步。就连奥托·冯·俾斯麦都曾表示决斗疤是勇气的标志，并且他还说“一个男人的勇气可以从他脸上伤疤的数量上看出来”。
德国的少数民族群体同样沉溺于决斗，一些人认为决斗能够提升自己的社会地位，这其中就包括一些将伤疤视作荣耀的犹太人。1874年，当时还是一名医学学生的威廉·奥斯勒去到了柏林，他后来写道：“我有个熟人，是个朝气蓬勃的西班牙裔美国人，他的左半边脸上全是伤疤，方向、形状各异，那是他14次决斗留下的痕迹。”甚至有些德国犹太人将决斗疤视作社交生活正常的特征。

## 決鬥疤的本質

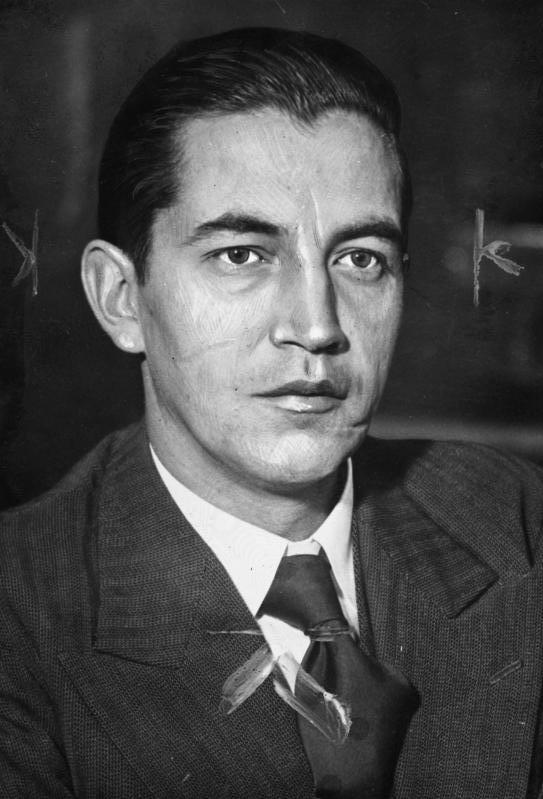
鲁道夫·迪尔斯臉上有決鬥疤

因为用剑決鬥時都是单手挥舞的，而大部分决斗者都是右撇子，因此大部分决斗者的伤疤都出现在左半边脸上，而他们的右半边脸则通常是完好的。参加过多次决斗的经验老道的击剑者一般都会在脸上积攒很多伤疤。一位死于1877年的决斗者至少参与过13次决斗，他的头上、脸上和脖子上有着137处伤疤。
总的来说，决斗疤不是很严重，决斗的规则中包括给对方留下伤痕，而这些伤痕只会造成暂时的不便，它们的作用是为一次精彩的决斗留下永久的见证。而那些在鼻子、嘴唇或者耳朵上的伤甚至都不会带来多少疼痛。而且决斗一般不会留下太过严重的伤疤，除非受伤者因酗酒而导致伤处肿胀、发红。决斗用的剑就像剃刀一样，不会造成伤口青肿，因此伤口边缘可以被紧密地压平，不会造成严重的伤疤，也不会导致如耳朵被砍下来等严重后果。
有时，没参加过击剑的学生会用剃刀来割伤自己的脸，以图模仿决斗疤。甚至还有人会把正在愈合的伤口撕裂以加重伤痕，但这些情况通常是会遭人厌恶的。还有些人则会付钱请医生来划破自己的脸颊。随着时代的变迁，决斗疤的数量和严重程度都有所下降，在二战结束后，获取决斗疤的习俗就开始渐渐消失了。 and the custom of obtaining dueling scars started to die off after the 第二次世界大战.

## 現代
今天，在德国、奥地利、瑞士以及其他一些欧洲国家的大学里仍然有大约300个男生击剑社团存在，这些社团中大部分都已经成为了综合性组织，比如the Corps、Landsmannschaft以及Deutsche Burschenschaft（DB）。他们仍然会进行传统的学院击剑，决斗疤也依然是他们的传统之一。

## 有決鬥疤的名人
- Caesar Rudolf Boettger（英语：Caesar Rudolf Boettger）
- 库尔特·海因里希·德布斯
- Rudolf Diels（英语：Rudolf Diels）
- 恩斯特·卡爾滕布倫納
- Curt Silberman（英语：Curt Silberman）
- 奧托·斯科爾茲內
- 恩斯特·罗姆
- Heinz Reinefarth（英语：Heinz Reinefarth）

## 更多閱讀
- Gay, Peter. . The Yale Review. April 1992, 80 (1–2)  [2021-09-06]. （原始内容存档于2021-09-06）.
- LaVaque-Manty, Mika.  (PDF). Political Theory. 2006, 34 (6): 715–740  [2021-09-06]. doi:10.1177/0090591706291727. （原始内容存档 (PDF)于2021-03-08）.
- Lisa Fetheringill Zwicker. Dueling Students: Conflict, Masculinity, and Politics in German Universities （页面存档备份，存于）. University of Michigan Press.